# 19625 Оваїтт
19625 Оваїтт (19625 Ovaitt) — астероїд головного поясу, відкритий 7 вересня 1999 року.
Тіссеранів параметр щодо Юпітера — 3,493.